# Orchidantha maxillarioides
Orchidantha maxillarioides là một loài thực vật có hoa trong họ Lowiaceae. Loài này được Henry Nicholas Ridley miêu tả khoa học đầu tiên năm 1893 dưới danh pháp Protamomum maxillarioides. Năm 1900 Karl Moritz Schumann chuyển nó sang chi Orchidantha.

## Từ nguyên
Tính từ định danh maxillarioides là để chỉ tới hoa màu tím sặc sỡ của loài này, giống như hoa của các loài lan thuộc chi Maxillaria có ở vùng nhiệt đới và cận nhiệt đới châu Mỹ.

## Mẫu định danh
Mẫu định danh: Ridley 2399, thu thập tại Pulau Tawar, Pahang. Các mẫu khác: Henderson 21864, thu thập tại Tembeling, Pahang. Md Nur s.n. 4.10.1926, cây trồng tại Vườn Thực vật Singapore.

## Mô tả
Phiến lá tới 33 ×  8,5 cm, lõm với mép gợn sóng rộng, đáy hình nêm khá rộng và khác biệt rõ nét với cuống lá, cuống lá có rãnh hẹp, dài 20-40 cm, thanh mảnh; bẹ dài 10-20 cm. Cụm hoa thường với vài nhánh mọc gần nhau, các nhánh đôi khi lại phân nhánh tiếp; lá bắc hoa dài 3,5 cm, màu tím sẫm. Bầu nhụy với phần mở rộng dài hơn lá bắc ~20 mm, màu ánh tím. Lá đài lưng dài không quá 3 cm, rộng 4,5 mm, mép hơi đảo ngược; các lá đài bên 3,2 cm x 5,5 mm, hơi lõm, mép không đảo ngược, tất cả các lá đài màu ánh tím trong mờ, hơi ánh xanh lục về phía đỉnh, thuôn dài, phần tư trên đỉnh thu hẹp lại thành chóp nhọn. Cánh hoa dài 7 mm, rộng không quá 2 mm, thuôn dài với chóp ngắn nhọn đột ngột, thẳng, màu ánh tím xỉn với các gân nhạt màu. Cánh môi 21 ×  10 mm, hình elip, đỉnh thuôn tròn, đáy 3-4 mm với các bên cong lên, gặp nhưng không đè vào cánh hoa, màu kem với đốm màu tím xỉn mờ nhạt, đặc biệt về phía đỉnh, đáy tràn đầy màu tím sẫm, bề mặt với 3 nếp gập dọc ở cả hai bên của mặt phẳng rộng của dải giữa. Nhị dài không quá 5 mm, chỉ nhị ngắn hơn bao phấn, màu ánh trắng. Vòi nhụy màu trắng, dài 4 mm; đầu nhụy màu tím sẫm xỉn, đáy rỗng, gồm 3 thùy dài và rộng 2 mm, mỗi thùy xẻ tiếp thành 2 thùy với răng nhỏ trong lõm gian thùy. Quả màu tím, dài 3 cm, rộng 1,7 cm, 3 góc, hẹp ở đỉnh thành phần phụ cứng dài 15 mm; hạt dài 7 mm rộng 5 mm, có lông ngắn, hình cầu phía trên phần đáy hẹp; áo hạt gồm khoảng 6 thùy hẹp và cứng dài hơn hạt.

## Phân bố
Loài bản địa bán đảo Mã Lai (Pahang). Cao độ thu thập mẫu: 60-300 m trên mực nước biển.

## Hình ảnh

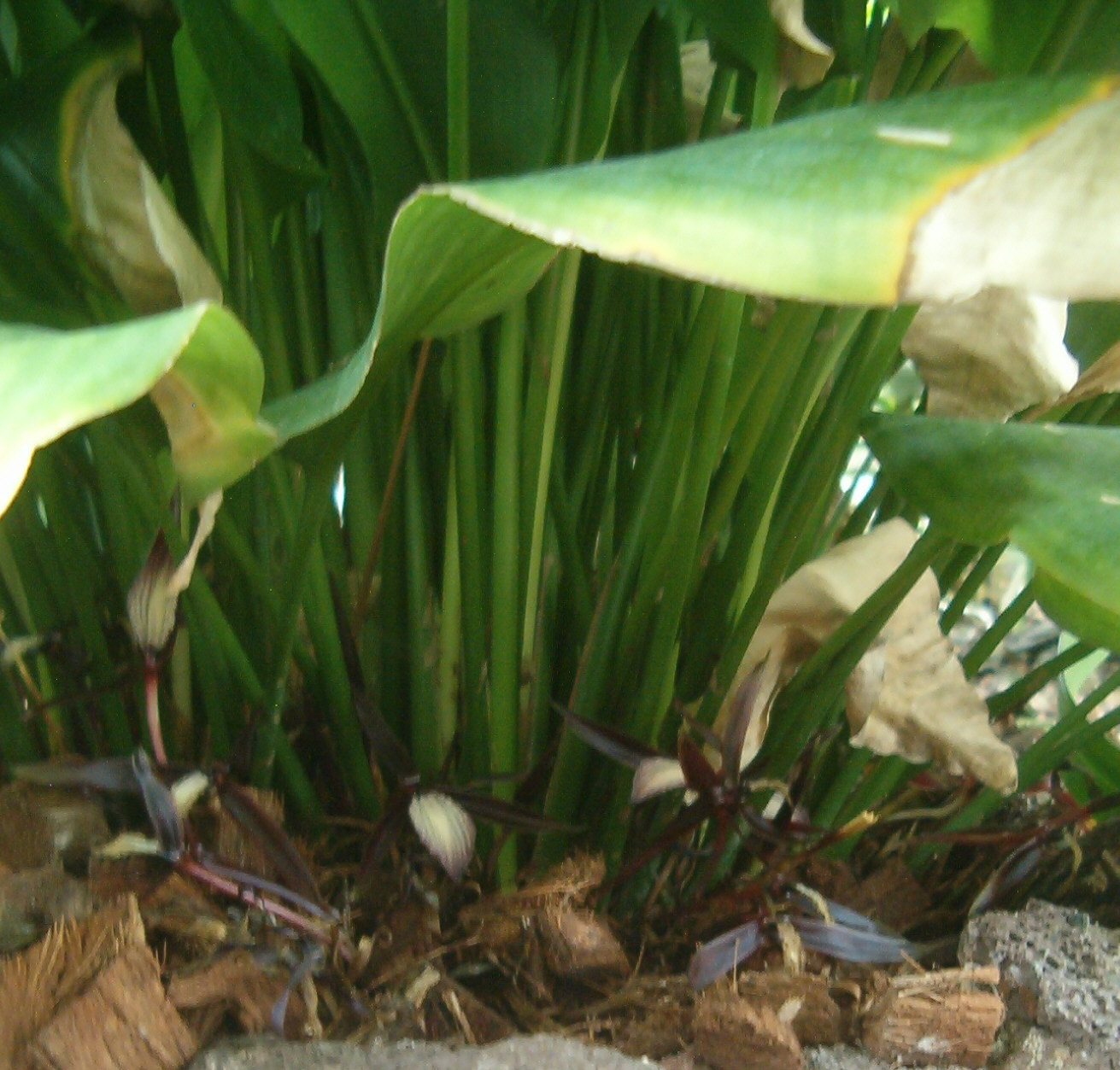
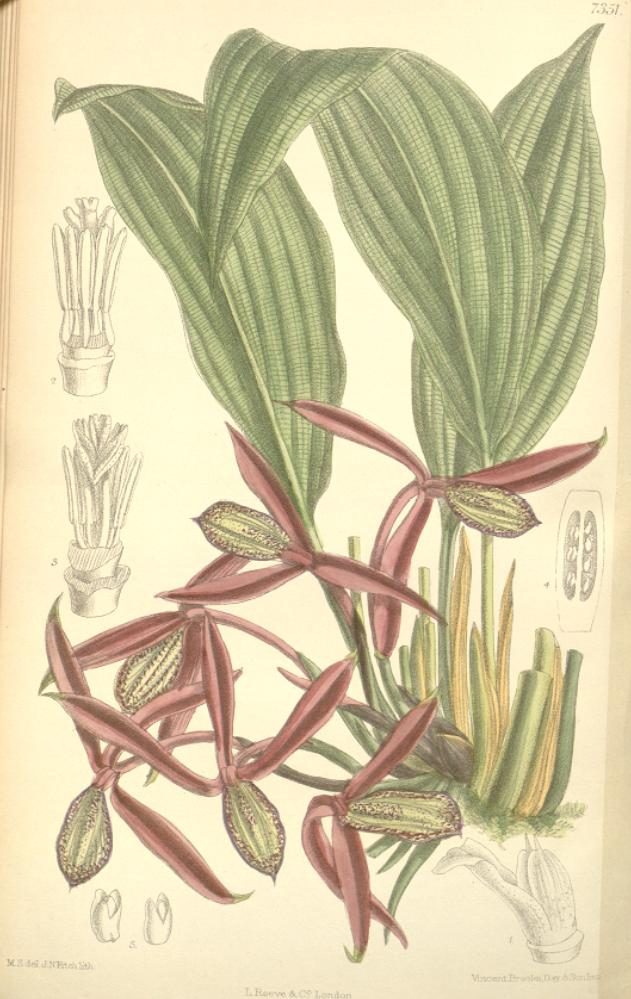
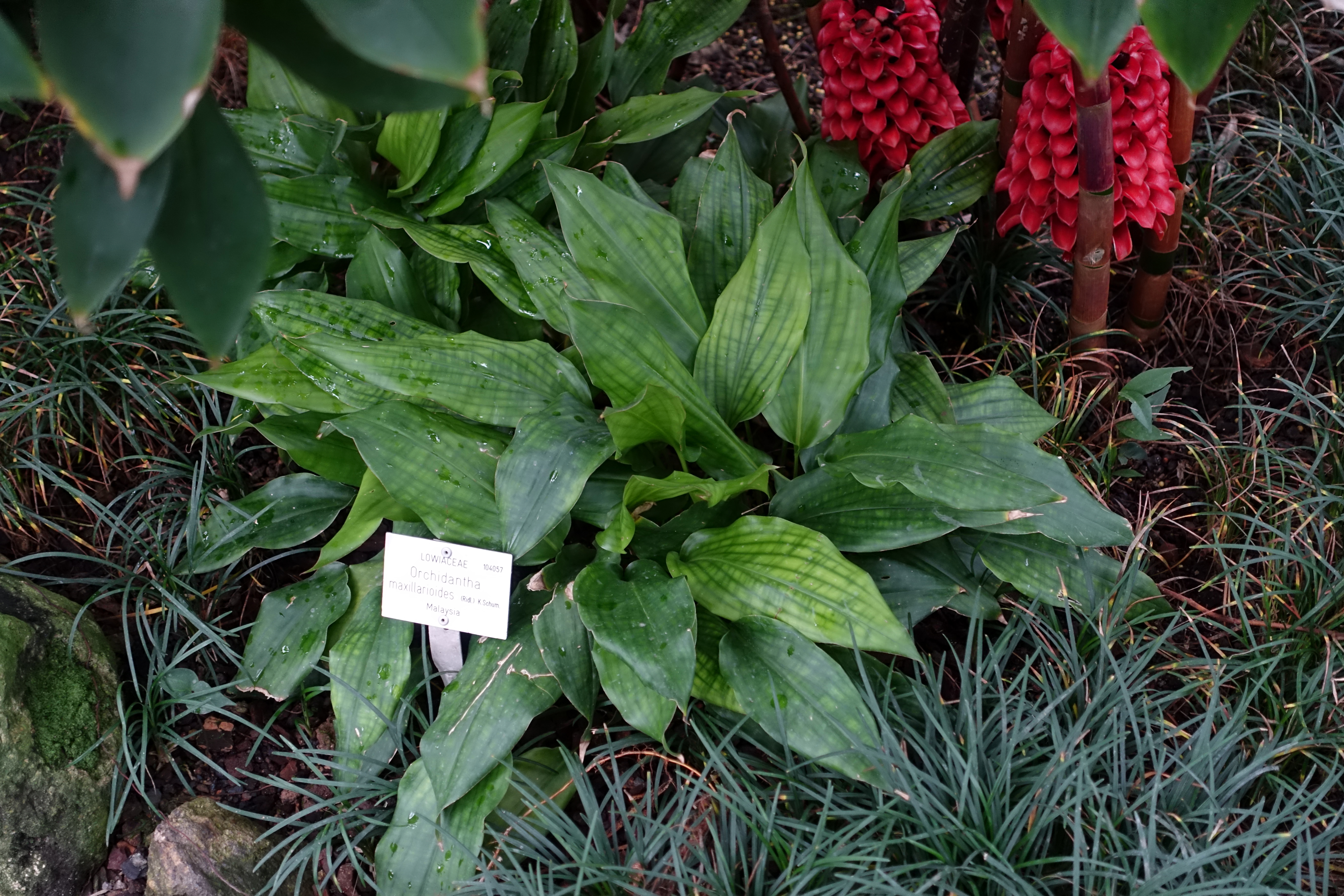
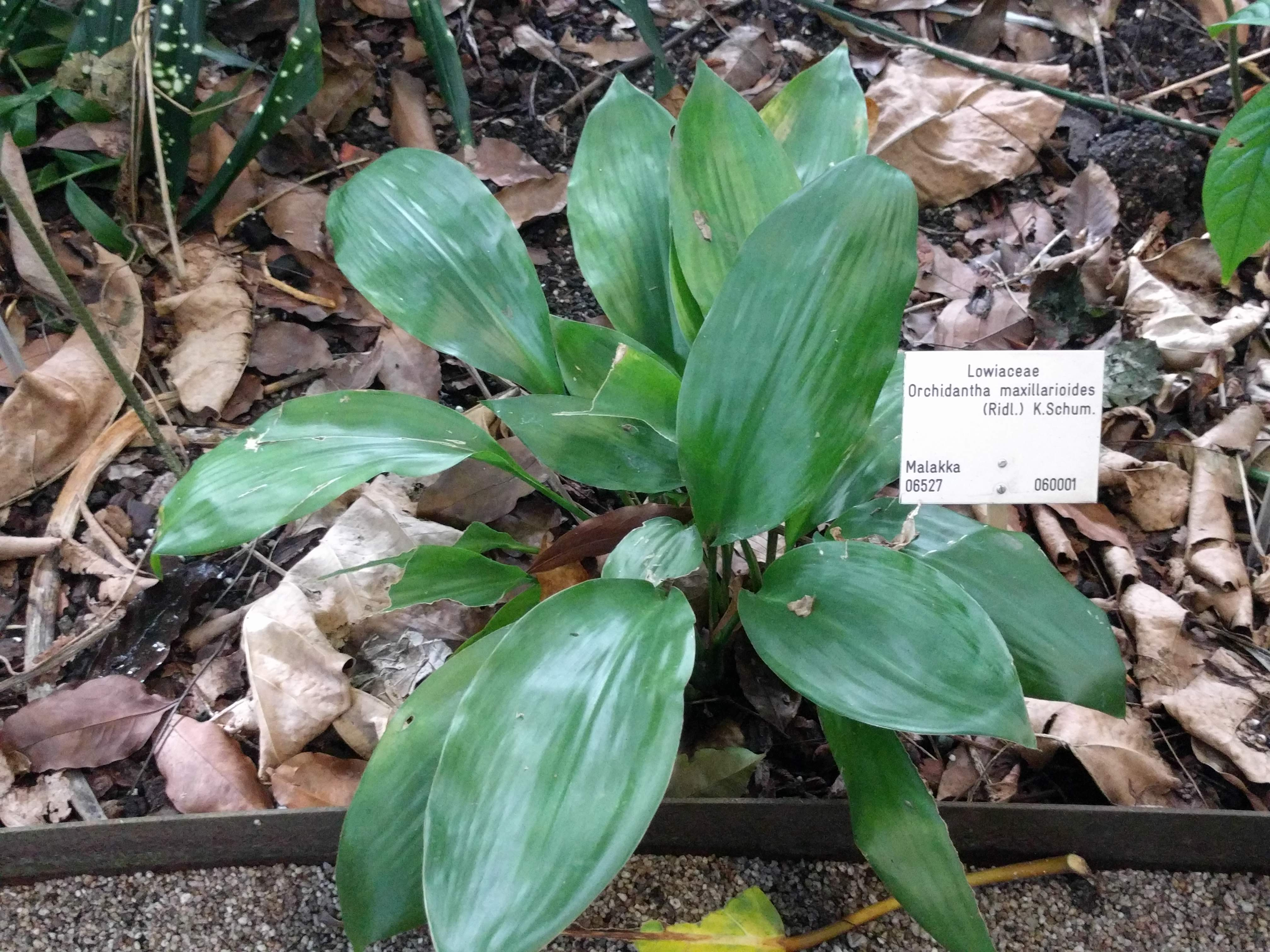